# 더들리 세나나야케
더들리 셸턴 세나나야케(싱할라어: ඩඩ්ලි ශෙල්ටන් සේනානායක, 타밀어: டட்லி சேனநாயக்கா, 1911년 6월 19일~1973년 4월 13일)는 스리랑카의 정치인으로 1952년부터 1953년까지 실론의 총리를 지냈고, 1960년에는 실론의 두 번째 총리를 지냈으며, 1965년부터 1970년에는 세 번째 총리를 지냈으며, 1960년부터 1964년까지 야당 지도자를 역임했다. 세나나야케의 총리 재임은 친서방적 성향의 농업과 교육 개혁에 초점을 맞춘 민주사회주의 정책과 관련이 있었다.
정치가의 아들로 태어난 그는 1948년 돈 스티븐 세나나야케가 실론의 총리가 되면서 실론에게 자치를 얻은 독립운동을 이끈 돈 스티븐 세나나야케의 장남이었다. 세인트 토머스 칼리지와 케임브리지 대학교 코퍼스 크리스티 칼리지에서 교육을 받은 더들리 세나나야케는 1936년 국무원에 선출되고 1946년 그의 아버지의 뒤를 이어 농토부 장관이 되면서 국가 정치에 입문하기 전에 변호사 자격을 얻었다. 그는 1947년부터 1952년까지 농토부 장관으로 아버지의 내각에서 일했다. 돈 스티븐 세나나야케가 갑작스럽게 사망하자, 더들리 세나나야케는 아버지의 뒤를 이어 실론의 제2대 총리가 되었다. 1953년 하르탈 공방전 직후 건강상의 이유로 사임했고, 사촌 존 코텔라왈라가 뒤를 이었다. 그는 1957년에 활동적인 정치로 돌아왔고, 1960년에 그의 당인 통일국민당을 짧은 기간 동안 집권시켰다. 총리로서의 그의 두 번째 임기는 4개월 동안 지속되었고 1960년부터 1964년까지 야당 대표를 지냈다. 1965년 국가 정부를 구성하고 1970년까지 총리로 3번째 임기를 지내면서 스리랑카에서 가장 야심찬 건설 프로젝트인 마하벨리 개발 프로그램을 위한 계획을 시작했다. 1970년 선거에서 패배한 후, 세나나야케는 1973년 4월 13일 사망할 때까지 국회의원이자 부분적으로 지도자로 남아있었다.

## 어린 시절 및 가족
더들리 세나나야케는 1911년 6월 19일 당시 식민지 시대의 정치에서 활동적이었던 부유한 세나나야케 가문의 아들로 태어났다. 그의 친할아버지 무달리야르 돈 스파터 세나나야케는 흑연 채굴을 통해 가족의 부를 세웠고, 그는 나중에 플랜테이션과 아랙 임대 프랜차이즈에 대한 투자로 확장했다. 그의 부모는 돈 스티븐 세나나야케와 몰리 두누윌라였다. 그는 남동생 로버트가 있는 집안의 맏이였다.
출생 당시 가업에 종사하던 아버지 돈 스티븐 세나나야케와 형제(더들리의 삼촌) 프레드릭 리차드 세나나야케, 돈 찰스 세나나야케 등이 금주 운동에 적극적이었다. 세나나야케가 일찍 사망한 후, 돈 스티븐 세나나야케는 지역 정치에서 그의 역할을 이어받아, 마침내 입법자가 되었고 마침내 섬의 독립 운동을 이끌었고, 여전히 스리랑카의 주요 정당들 중 하나이며, 여전히 더들리가 이끄는 통일국민당의 초대 총리가 되었다.평생 회원이 될 것이다. 그는 편안한 가족의 고향인 우드랜드에서 자랐지만, 그의 아버지가 펀자브 군인들에게 체포되었을 때 1915년 폭동의 사건들에 큰 영향을 받았다. 영국군에 의해 투옥된 그의 아버지와 삼촌들은 계엄령 하에서 처형될 가능성에 직면했다.
그는 결혼하지 않고 평생 독신으로 지냈다.

## 정치 경력

### 실론의 제2대 총리
아버지가 갑자기 돌아가셨을 때 그는 여전히 농림부 장관으로 재직하고 있었다. 1952년 3월 26일, 더들리는 그의 사촌 존 코텔라왈라를 제치고 총리로 선출되었다. 그는 총선을 불렀고, UNP가 이겼다. 정부는 1년 후인 1953년 쌀값이 인상되고 보조금이 삭감되면서 인기가 없어졌다. UNP가 권력을 유지했음에도 불구하고 1953년 하르탈은 개인적으로 행정부와 세나나야케에게 큰 영향을 미쳤고, 그는 10월에 건강상의 이유로 총리직에서 사임했다.

### 정계 복귀
1954년, 그는 존 코텔라왈라의 초청으로 인도를 국빈 방문하기 위해 그의 후임자인 코텔라왈라와 야당인 솔로몬 반다라나이케 당수와 동행했다. 그는 1957년 UNP가 선거에서 패배했을 때 정계에 복귀하여 UNP의 대통령으로 임명되었다. 그는 주니우스 리차드 자야와데네의 UNP 노동조합 설립에 대한 노력을 지지했고 보험 회사들의 국유화와 반다라나이케에 의한 콜롬보 항구를 반대했다.
1959년 반다라나이케가 암살된 후, 와제얀다 다하나야카 임시 총리는 1년간의 혼란 끝에 선거를 요구했다. 1960년 3월, UNP는 선거 후에 가까스로 정부를 구성했고 세나나야케는 다시 총리가 되었지만, UNP가 의석을 덜 얻은 새로운 선거가 열린 후, 연정은 분열되었고 더들리는 취임 4개월 만에 총리직을 사임했다. 그는 야권의 지도자가 되었고 1965년 총리 시리마보 반다라나이케의 14명의 지지자들을 설득하여 조기 선거를 강제하는 것을 도왔다.

## 만년 및 사망
1970년 선거에서 UNP는 개별 정당 중 가장 많은 표를 얻었다. 그러나 UNP는 시리마보 반다라나이케가 이끄는 통일전선연합(SLFP, LSSSP, 공산당)이 91석의 과반수를 차지하면서 해임되었다. 세나나야케는 선거에서 UNP가 획득한 몇 안 되는 시골 지역 의석 중 하나인 데디가마 의석을 유지하였다. 비록 그는 국회의원으로 남아있고 정치에서 활동했지만 건강상의 이유로 야당 지도자 자리를 수락하지 않았고, 주니우스 리차드 자야와데네가 야당 지도자로 활동할 수 있게 했고, UNP의 실질적인 지도자가 될 수 있게 했다.
1973년 4월 13일 심장병으로 데디가마의 국회의원이던 중 61세의 나이로 사망하였다. 케임브리지 대학교 시절부터 그는 위병을 앓아왔는데, 이 병은 나중에 스트레스를 받을 때 악화되는 선천성 결함으로 진단되었다.